# Liste der Kulturdenkmale in Berlin-Mitte/Luisenstadt
Auf dieser Seite sind die Kulturdenkmale im Stadtviertel Luisenstadt im Berliner Ortsteil Mitte aufgelistet. Diese Liste ist Teil der Liste der Kulturdenkmale in Berlin-Mitte. Grundlage ist die Denkmalliste des Landes Berlin, die auf Basis des Berliner Denkmalschutzgesetzes erstmals am 28. September 1995 bekannt gemacht wurde und seither durch das Landesdenkmalamt Berlin geführt und aktualisiert wird.

## Denkmalbereiche (Ensembles)
| Nr.      | Lage                          | Offizielle Bezeichnung | Bestandteile / Beschreibung              | Bild                        |
| -------- | ----------------------------- | ---------------------- | ---------------------------------------- | --------------------------- |
| 09020029 | Ohmstraße 4–5, 7, 9–10 (Lage) | Mietshäuser            | Bestandteile des Ensembles:              | Bestandteile des Ensembles: |
| 09020029 | Ohmstraße 4–5, 7, 9–10 (Lage) | Mietshäuser            | 09020031 – Ohmstraße 4, Mietshaus, 1878  |                             |
| 09020029 | Ohmstraße 4–5, 7, 9–10 (Lage) | Mietshäuser            | 09020032 – Ohmstraße 5, Mietshaus, 1877  |                             |
| 09020029 | Ohmstraße 4–5, 7, 9–10 (Lage) | Mietshäuser            | 09020033 – Ohmstraße 7, Mietshaus, 1880  |                             |
| 09020029 | Ohmstraße 4–5, 7, 9–10 (Lage) | Mietshäuser            | 09020035 – Ohmstraße 9, Mietshaus, 1887  |                             |
| 09020029 | Ohmstraße 4–5, 7, 9–10 (Lage) | Mietshäuser            | 09020036 – Ohmstraße 10, Mietshaus, 1887 |                             |

## Denkmalbereiche (Gesamtanlagen)
| Nr.      | Lage                                       | Offizielle Bezeichnung                                                    | Beschreibung                                                                 | Bild                                                         |
| -------- | ------------------------------------------ | ------------------------------------------------------------------------- | ---------------------------------------------------------------------------- | ------------------------------------------------------------ |
| 09011026 | Annenstraße 52–53 (Lage)                   | Evangelisch-Lutherische Kirche Berlin                                     | 1855–1857 von Hermann Blankenstein                                           |                                                              |
| 09011026 | Annenstraße 52–53 (Lage)                   | Evangelisch-Lutherische Kirche Berlin                                     | Predigerhaus, 1865 von Hermann Blankenstein                                  |                                                              |
| 09011026 | Annenstraße 52–53 (Lage)                   | Evangelisch-Lutherische Kirche Berlin                                     | Lehrer- und Wohngebäude (Hofgebäude), 1889                                   |                                                              |
| 09097808 | Dresdener Straße (Lage)                    | Tunnelanlage Für weiteren Bestandteil des Gesamtdenkmals siehe: Kreuzberg | Tunnelanlage, 1912–1927, Einbau U-Bahnhof, 1914–1919 von AEG                 |                                                              |
| 09097808 | Dresdener Straße (Lage)                    | Tunnelanlage Für weiteren Bestandteil des Gesamtdenkmals siehe: Kreuzberg | Schaltwerk, 1926–1927                                                        |                                                              |
| 09097808 | Dresdener Straße (Lage)                    | Tunnelanlage Für weiteren Bestandteil des Gesamtdenkmals siehe: Kreuzberg | Einbau Luftschutzbunker, 1941–1942                                           |                                                              |
| 09097808 | Dresdener Straße (Lage)                    | Tunnelanlage Für weiteren Bestandteil des Gesamtdenkmals siehe: Kreuzberg | Grenzsperranlagen, 1961 (siehe auch Gesamtdenkmal Berliner Mauer)            |                                                              |
| 09097808 | Dresdener Straße (Lage)                    | Teilverlust:                                                              | U-Bahnhof, 1912–1914 von Peter Behrens, 2015 verfüllt aus statischen Gründen |                                                              |
| 09090026 | Engeldamm 62/64 (Lage)                     | Gewerkschaftshaus                                                         | Vorderhaus, 1899–1900 von Reimer & Körte, Anbau 1907                         |                                                              |
| 09090026 | Engeldamm 62/64 (Lage)                     | Gewerkschaftshaus                                                         | Quergebäude, 1899–1900 von Reimer & Körte                                    |                                                              |
| 09011020 | Köpenicker Straße 40–41 (Lage)             | Norddeutsche Eiswerke                                                     | Wohnhaus, 1909–1910                                                          | Eisfabrik                                                    |
| 09011020 | Köpenicker Straße 40–41 (Lage)             | Norddeutsche Eiswerke                                                     | Fabrikgebäude, 1909–1910                                                     |                                                              |
| 09011020 | Köpenicker Straße 40–41 (Lage)             | Norddeutsche Eiswerke                                                     | Fabrikanlage mit Kühlhaus, Eisfabrik, Kessel- und Maschinenhaus 1913–1916    |                                                              |
| 09011020 | Köpenicker Straße 40–41 (Lage)             | Denkmalverlust: Kühlhäuser                                                | Kühlhaus 1, 1921–1922; Abriss 2011                                           | 2011 abgerissene Kühlhäuser der Norddeutschen Eiswerke A. G. |
| 09011036 | Köpenicker Straße 122 (Lage)               | Rudiment (Erdgeschoss) des Vorderhauses vom Postamt                       | um 1895                                                                      |                                                              |
| 09011036 | Köpenicker Straße 122 (Lage)               | Rudiment (Erdgeschoss) des Vorderhauses vom Postamt                       | Magazingebäude und Werkstattgebäude                                          |                                                              |
| 09011052 | Rungestraße 22, 25 Brückenstraße 6A (Lage) | Zigaretten Josetti, Geschäftshaus und Gewerbehöfe                         | Hauptgebäude, 1906–1907                                                      |                                                              |
| 09011052 | Rungestraße 22, 25 Brückenstraße 6A (Lage) | Zigaretten Josetti, Geschäftshaus und Gewerbehöfe                         | Gewerbehöfe                                                                  |                                                              |
| 09011052 | Rungestraße 22, 25 Brückenstraße 6A (Lage) | Zigaretten Josetti, Geschäftshaus und Gewerbehöfe                         | Spreeseitiges Geschäftshaus                                                  |                                                              |

## Baudenkmale
| Nr.      | Lage                                                            | Offizielle Bezeichnung                                      | Beschreibung                                                                                          | Bild             |
| -------- | --------------------------------------------------------------- | ----------------------------------------------------------- | --- | ---------------- |
| 09090028 | Engeldamm 70 Michaelkirchplatz 1–2 (Lage)                       | Haus des Deutschen Verkehrsbunds, Verbandshaus              | 1927–1932 von Bruno Taut und Max Taut, Wiederaufbau 1949–1951                                         |                  |
| 09011031 | Heinrich-Heine-Platz 9–12 (Lage)                                | Exerzierhaus Kaiser Franz Grenadier Garde Regiment Nr. 2    | 1829–1830 von Karl Hampel, Ferdinand Fleischinger (?)                                                 |                  |
| 09035374 | Köpenicker Straße 76 Brückenstraße Heinrich-Heine-Straße (Lage) | U-Bahnhof Heinrich-Heine-Straße                             | 1926–1928 von Alfred Grenander und Alfred Fehse                                                       | Bahnsteig der U8 |
| 09011037 | Köpenicker Straße 125 (Lage)                                    | Feuerwache Luisenstadt                                      | 1866                                                                                                  |                  |
| 09011037 | Köpenicker Straße 125 (Lage)                                    | Feuerwache Luisenstadt                                      | Hofgebäude                                                                                            |                  |
| 09011039 | Köpenicker Straße 126 (Lage)                                    | Viktoriahof                                                 | Vorderhaus, 1909–1910 von Kurt Berndt                                                                 |                  |
| 09011039 | Köpenicker Straße 126 (Lage)                                    | Viktoriahof                                                 | Gebäude des 1. Hofes, 1909–1910 von Kurt Berndt                                                       |                  |
| 09011040 | Melchiorstraße 20–22 1936–37 von Carl Theodor Brodführer (Lage) | Verwaltungs- und Wohnbau der Rohrnetzwerkstatt der Berliner | Wasserbetriebe                                                                                        |                  |
| 09011041 | Michaelkirchplatz (Lage)                                        | Kath. St. Michael-Kirche                                    | 1851–1856 von August Soller, Wiederaufbau 1948, Umbau 1984–1987 (siehe auch Gartendenkmal Stadtplatz) |                  |
| 09090029 | Michaelkirchplatz 3 (Lage)                                      | St. Marienstift                                             | 1908–1909 von Karl Eckardt                                                                            |                  |

## Gartendenkmale
| Nr.      | Lage                                           | Offizielle Bezeichnung                                       | Beschreibung | Bild                                |
| -------- | ---------------------------------------------- | ------------------------------------------------------------ | --- | ----------------------------------- |
| 09010197 | Luisenstädtischer Kanal und Engelbecken (Lage) | Grünzug zwischen Urbanhafen und Schillingbrücke, Kanalanlage | 1848–1852 von Peter Joseph Lenné, Kanalzuschüttung 1926–1929, Umgestaltung 1929–1932 von Erwin Barth und Hans Martin, Veränderungen fünfziger Jahre und nach 1961, Wiederherstellung seit 1992 (siehe auch Gartendenkmal Grünzug zwischen Urbanhafen und Schillingbrücke in Kreuzberg) | Engelbecken mit St.-Michaels-Kirche |
| 09010197 | Luisenstädtischer Kanal und Engelbecken (Lage) | Grünzug zwischen Urbanhafen und Schillingbrücke, Kanalanlage | Engelbecken |                                     |
| 09010197 | Luisenstädtischer Kanal und Engelbecken (Lage) | Grünzug zwischen Urbanhafen und Schillingbrücke, Kanalanlage | Rosengarten, 1995 Wiederherstellung |                                     |
| 09010197 | Luisenstädtischer Kanal und Engelbecken (Lage) | Grünzug zwischen Urbanhafen und Schillingbrücke, Kanalanlage | Immergrüner Garten, 1993 |                                     |
| 09010197 | Luisenstädtischer Kanal und Engelbecken (Lage) | Grünzug zwischen Urbanhafen und Schillingbrücke, Kanalanlage | Gasleuchten am Bethaniendamm |                                     |
| 09010201 | Michaelkirchplatz (Lage)                       | Stadtplatz                                                   | 1866 von Peter Joseph Lenné, um 1943 und 1950er Jahre Veränderungen (siehe auch Baudenkmal St. Michael-Kirche) | Michaelkirchplatz                   |

## Bodendenkmale
| Nr.      | Lage                    | Offizielle Bezeichnung                                   | Beschreibung                           | Bild                                     |
| -------- | ----------------------- | -------------------------------------------------------- | -------------------------------------- | ---------------------------------------- |
| 09010165 | Alte Jakobstraße (Lage) | Fundamente der Luisenstädtischen Kirche und Bestattungen | ab Mitte 17. Jh. und Informationsstele | Infotafel Bodendenkmal Luisenstadtkirche |